# Et tu, Brute?

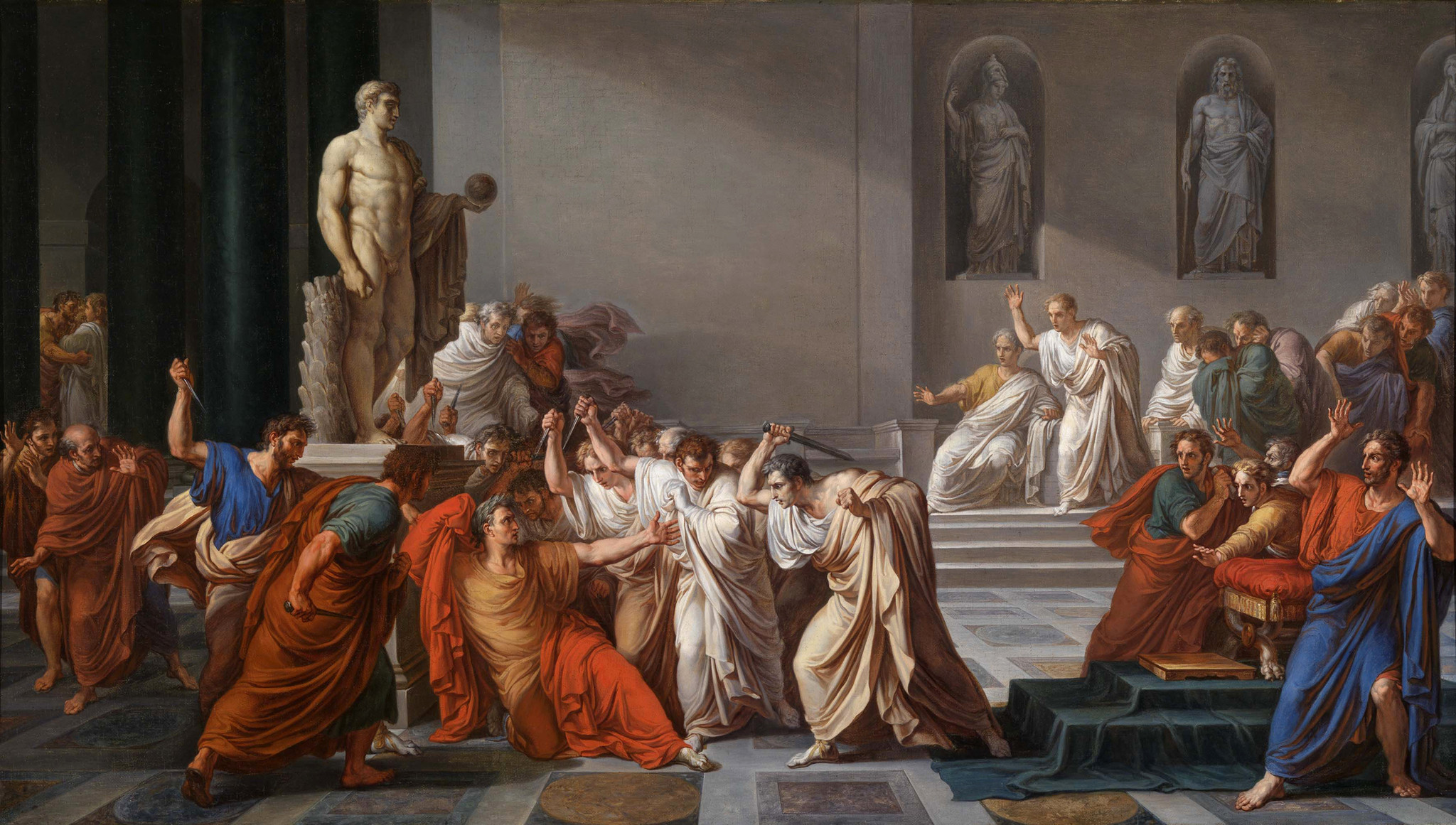
Вінченцо Камуччі. «Смерть Цезаря»

«І ти, Бруте?» (лат. Et tu, Brute?) — відомий латинський вираз, який приписується Юлієві Цезарю під час його вбивства. «І ти, Бруте?» зазвичай кажуть близькій людині у разі зради, частіше з іронією.
У трагедії Шекспіра «Юлій Цезар» ця фраза — останні слова Цезаря, коли його друг Марк Юній Брут, учасник змови, вдарив імператора кинджалом.
«[Casca stabs Caesar in the neck. Caesar catches hold of his arm. He is then stabbed by several other Conspirators, and at last by Marcus Brutus.]

  Caesar: Et tu, Brute?— Then fall, Caesar!

[Dies. The Senators and People retire in confusion.]»
За деякими джерелами[які?] речення виглядало інакше: «І ти, сину мій?» (лат. «Tu quoque, Brute, fili mihi?», грец. «καὶ σὺ τέκνον»). Існує версія, що слова є початком повної фрази «І ти, мій сину, смакуватимеш силу влади», що було натяком на можливу власну долю Брута, котрий насправді потім закінчив життя самогубством. Деякі автори[які?] стверджують, що Цезар загинув, не промовивши жодного слова.